# 倉澤紘己
倉澤 紘己（くらさわ ひろき）は、日本の映像作家、アニメーター。
主に、NHKの音楽番組「みんなのうた」などのアニメーションを制作している。

## 作品一覧

### みんなのうた
- ◆は、5分間1曲枠の楽曲（ロングのうた）。
- Replay / DISH//（2022年8月・9月放送）